# Nilgau
Nilgau (Boselaphus tragocamelus) se nazývá také antilopa nilgau nebo nilgau pestrý. Dříve se řadil rod nilgau (Boselaphus) do podčeledi lesoni (Tragelapinae). Moderní taxonomie již tuto podčeleď neuznává a všechny její příslušníky řadí do podčeledi tuři (Bovinae). Je to tur s poměrně malou hlavou a předníma nohama delšíma než zadní. Slovo nilgau je hindského původu, je to kompozitum, složené ze slov níl "modrý" a gau (go) "býk".

## Popis
Samec má tlusté, kuželovité, špičaté rohy dlouhé 20 cm. Zbarvení samce je šedé nebo modravě šedé, samice je žlutohnědá. Nilgau preferuje otevřené prořídlé lesy před lesy hustými, je velmi obezřelý, má ostré smysly a velkou rychlostí prchá před predátory (např. tygry). Spásá mnoho druhů rostlin, trávy, listy a plody, od časného rána až asi do desáté hodiny a potom v podvečer. Samci bojují o teritoria a o přístup k samicím (ve skupině bývá 2–10 samic) tak, že pokleknou proti sobě a útočí pak na sebe rohy. K rozmnožování dochází po celý rok, ale většina mláďat se rodí v červnu až říjnu. Březost trvá 243–247 dní.

## Další údaje
- Délka: 1,8–2,1 m
- Ocas: 45–53 cm
- Hmotnost: až 300 kg
- Sociální jednotka: skupina
- Stav ochrany: nižší riziko ohrožení
- Rozšíření: jižní Asie

## Chov v ZOO
Antilopy Nilgau jsou chovány pohromadě s jinými indickými zvířaty, jako jsou asijští jeleni, divocí osli nebo antilopa jelení. V České republice tento druh chová ZOO Ostrava,Zoo Ústí nad Labem na Slovensku Zoo Bratislava a Zoo Košice.[zdroj⁠?!]